# Peći (samhälle i Bosnien och Hercegovina, Federationen Bosnien och Hercegovina, lat 44,63, long 16,78)
Peći är ett samhälle i Bosnien och Hercegovina.   Det ligger i entiteten Federationen Bosnien och Hercegovina, i den nordvästra delen av landet, 150 km nordväst om huvudstaden Sarajevo. Peći ligger 365 meter över havet och antalet invånare är 3 650.
Terrängen runt Peći är kuperad, och sluttar västerut. Närmaste större samhälle är Sanski Most, 17,6 km nordväst om Peći. 
Omgivningarna runt Peći är en mosaik av jordbruksmark och naturlig växtlighet. Runt Peći är det ganska tätbefolkat, med 90 invånare per kvadratkilometer.